# Max Purcell
Max Purcell (* 3. April 1998 in Sydney, New South Wales) ist ein australischer Tennisspieler.

## Karriere

### Juniortour
Max Purcell hatte bei seinem letzten Turnier auf der Junior Tour seinen größten Erfolg. Nachdem er eineinhalb Jahre kein Turnier gespielt hatte, erreichte er bei den Australian Open im Einzel das Viertelfinale, im Doppel sogar das Halbfinale, das er gegen die späteren Sieger Alex de Minaur und Blake Ellis verlor. Insgesamt ist ein 93. sein bestes Ergebnis in der Junior-Weltrangliste, datiert auf Januar 2015.

### Profitour
Purcell spielt hauptsächlich Turniere der unterklassigeren Future und Challenger Tour. Auf der Future Tour konnte er bislang einen Titel im Einzel gewinnen. Seinen ersten Einzeltitel auf der Challenger Tour gewann er 2016 in Gimcheon. Als Qualifikant spielte er sich bis ins Finale, in dem sein Gegner Andrew Whittington im dritten Satz aufgrund eines Hitzschlags verletzungsbedingt aufgeben musste. 2017 konnte er in Lexington seinen ersten Erfolg im Doppel feiern.
Zu seiner Grand-Slam-Premiere kam er 2017 bei den Australian Open. Er erhielt zusammen mit Alex de Minaur eine Wildcard für das Doppelfeld. Das Auftaktmatch gegen das spanische Duo Pablo Carreño Busta und Guillermo García López, die bis ins Halbfinale vorstoßen konnten, verlor er jedoch klar mit 4:6, 2:6. In der Weltrangliste erreichte er mit Platz 208 im Einzel seine bislang beste Notierung.
Im Januar 2022 erreichte er mit Matthew Ebden das Finale im Doppel der Australian Open, wo sie sich Nick Kyrgios und Thanasi Kokkinakis geschlagen geben mussten.
Im Dezember 2024 gab Purcell die versehentliche Einnahme einer zu hohen Dosis von Vitaminen zu. Er begab sich zunächst freiwillig in eine provisorische Sperre, bis die ITIA im April 2025 eine Sperre von 18 Monaten aussprach, die bis zum 11. Juni 2026 gilt.

## Erfolge
| Legende (Anzahl der Siege)  |
| Grand Slam (2)              |
| ATP World Tour Finals       |
| ATP World Tour Masters 1000 |
| ATP World Tour 500 (1)      |
| ATP World Tour 250 (5)      |
| ATP Challenger Tour (20)    |

| ATP-Titel nach Belag |
| Hartplatz (4)        |
| Sand (3)             |
| Rasen (1)            |

### Einzel

#### Turniersiege
| Nr. | Datum            | Turnier    | Belag     | Finalgegner               | Ergebnis              |
| --- | ---------------- | ---------- | --------- | ------------------------- | --------------------- |
| 1.  | 24. Juli 2016    | Gimcheon   | Hartplatz | Andrew Whittington        | 3:6, 7:66, 5:1 aufgg. |
| 2.  | 18. Juli 2021    | Nur-Sultan | Hartplatz | Jay Clarke                | 3:6, 6:4, 7:66        |
| 3.  | 19. Februar 2023 | Chennai    | Hartplatz | Nicolas Moreno de Alboran | 5:7, 7:62, 6:4        |
| 4.  | 26. Februar 2023 | Bangalore  | Hartplatz | James Duckworth           | 3:6, 7:5, 7:65        |
| 5.  | 5. März 2023     | Pune       | Hartplatz | Luca Nardi                | 6:2, 6:3              |

#### Finalteilnahmen
| Nr. | Datum         | Turnier    | Belag | Finalgegner  | Ergebnis |
| --- | ------------- | ---------- | ----- | ------------ | -------- |
| 1.  | 29. Juni 2024 | Eastbourne | Rasen | Taylor Fritz | 4:6, 3:6 |

### Doppel

#### Turniersiege

##### ATP Tour
| Nr. | Datum             | Turnier     | Belag         | Partner         | Finalgegner                          | Ergebnis                   |
| --- | ----------------- | ----------- | ------------- | --------------- | ------------------------------------ | -------------------------- |
| 1.  | 9. April 2022     | Houston (1) | Sand          | Matthew Ebden   | Ivan Sabanov Matej Sabanov           | 6:3, 6:3                   |
| 2.  | 9. Juli 2022      | Wimbledon   | Rasen         | Matthew Ebden   | Nikola Mektić Mate Pavić             | 7:65, 6:73, 4:6, 6:4, 7:62 |
| 3.  | 9. April 2023     | Houston (2) | Sand          | Jordan Thompson | Julian Cash Henry Patten             | 4:6, 6:4, [10:5]           |
| 4.  | 22. Oktober 2023  | Tokio       | Hartplatz     | Rinky Hijikata  | Jamie Murray Michael Venus           | 6:4, 6:1                   |
| 5.  | 11. Februar 2024  | Dallas      | Hartplatz (i) | Jordan Thompson | William Blumberg Rinky Hijikata      | 6:4, 2:6, [10:8]           |
| 6.  | 24. Februar 2024  | Los Cabos   | Hartplatz     | Jordan Thompson | Gonzalo Escobar Alexander Nedowessow | 7:5, 7:62                  |
| 7.  | 6. April 2024     | Houston (3) | Sand          | Jordan Thompson | William Blumberg John Peers          | 7:5, 6:1                   |
| 8.  | 7. September 2024 | US Open     | Hartplatz     | Jordan Thompson | Kevin Krawietz Tim Pütz              | 6:4, 7:64                  |

##### ATP Challenger Tour
| Nr. | Datum             | Turnier       | Belag         | Partner            | Finalgegner                        | Ergebnis           |
| --- | ----------------- | ------------- | ------------- | ------------------ | ---------------------------------- | ------------------ |
| 1.  | 5. August 2017    | Lexington     | Hartplatz     | Alex Bolt          | Tom Jomby Eric Quigley             | 7:5, 6:4           |
| 2.  | 18. November 2017 | Toyota        | Hartplatz (i) | Andrew Whittington | Ruben Gonzales Christopher Rungkat | 6:3, 2:6, [10:8]   |
| 3.  | 16. November 2018 | Bangalore     | Hartplatz     | Luke Saville       | Purav Raja Antonio Šančić          | 7:63, 6:3          |
| 4.  | 5. Januar 2019    | Playford City | Hartplatz     | Luke Saville       | Ariel Behar Enrique López Pérez    | 6:4, 7:5           |
| 5.  | 2. Februar 2019   | Launceston    | Hartplatz     | Luke Saville       | Hiroki Moriya Mohamed Safwat       | 7:5, 6:4           |
| 6.  | 24. März 2019     | Zhangjiagang  | Hartplatz     | Luke Saville       | N. Sriram Balaji Hans Hach Verdugo | 6:2, 7:65          |
| 7.  | 21. April 2019    | Anning        | Sand          | Luke Saville       | David Pel Hans Podlipnik-Castillo  | 4:6, 7:5, [10:5]   |
| 8.  | 5. Mai 2019       | Seoul (1)     | Hartplatz     | Luke Saville       | Ruben Bemelmans Serhij Stachowskyj | 6:4, 7:67          |
| 9.  | 28. Juli 2019     | Binghamton    | Hartplatz     | Luke Saville       | JC Aragone Alex Lawson             | 6:4, 4:6, [10:5]   |
| 10. | 27. Oktober 2019  | Traralgon     | Hartplatz     | Luke Saville       | Brydan Klein Scott Puodziunas      | 6:72, 6:3, [10:4]  |
| 11. | 11. Januar 2020   | Canberra      | Hartplatz     | Luke Saville       | Jonathan Erlich Andrej Wassileuski | 7:63, 7:63         |
| 12. | 23. Oktober 2022  | Busan         | Hartplatz     | Marc Polmans       | Nam Ji-sung Song Min-kyu           | 6:75, 6:2, [12:10] |
| 13. | 4. Februar 2023   | Burnie        | Hartplatz     | Marc Polmans       | Luke Saville Tristan Schoolkate    | 7:64, 6:4          |
| 14. | 1. April 2023     | Lille         | Hartplatz (i) | Jason Taylor       | Dustin Brown Aisam-ul-Haq Qureshi  | 7:63, 6:4          |
| 15. | 30. April 2023    | Seoul (2)     | Hartplatz     | Yasutaka Uchiyama  | Chung Yun-seong Yūta Shimizu       | 6:1, 6:4           |

#### Finalteilnahmen
| Nr. | Datum            | Turnier             | Belag         | Partner          | Finalgegner                       | Ergebnis         |
| --- | ---------------- | ------------------- | ------------- | ---------------- | --------------------------------- | ---------------- |
| 1.  | 2. Februar 2020  | Australian Open (1) | Hartplatz     | Luke Saville     | Rajeev Ram Joe Salisbury          | 4:6, 2:6         |
| 2.  | 1. November 2020 | Nur-Sultan          | Hartplatz (i) | Luke Saville     | Sander Gillé Joran Vliegen        | 5:7, 3:6         |
| 3.  | 29. Januar 2022  | Australian Open (2) | Hartplatz     | Matthew Ebden    | Thanasi Kokkinakis Nick Kyrgios   | 5:7, 4:6         |
| 4.  | 12. Juni 2022    | ’s-Hertogenbosch    | Rasen         | Matthew Ebden    | Wesley Koolhof Neal Skupski       | 6:4, 5:7, [6:10] |
| 5.  | 23. Juli 2023    | Newport             | Rasen         | William Blumberg | Nathaniel Lammons Jackson Withrow | 3:6, 7:5, [5:10] |
| 6.  | 30. Juli 2023    | Atlanta             | Hartplatz     | Jordan Thompson  | Nathaniel Lammons Jackson Withrow | 6:73, 6:74       |
| 7.  | 13. Juli 2024    | Wimbledon           | Rasen         | Jordan Thompson  | Harri Heliövaara Henry Patten     | 7:67, 6:78, 6:79 |

## Abschneiden bei Grand-Slam-Turnieren

### Einzel
| Turnier         | 2017 | 2018 | 2019 | 2020 | 2021 | 2022 | 2023 | 2024 | Karriere |
| --------------- | ---- | ---- | ---- | ---- | ---- | ---- | ---- | ---- | -------- |
| Australian Open | Q1   | Q1   | Q1   | 1    | Q2   | Q2   | 1    | 2    | 2        |
| French Open     | —    | —    | —    | Q2   | —    | Q1   | 2    | 1    | 2        |
| Wimbledon       | —    | Q1   | —    |      | —    | 1    | 1    | 1    | 1        |
| US Open         | —    | Q2   | Q1   | —    | 1    | Q2   | 1    | 2    | 2        |

### Doppel
| Turnier         | 2017 | 2018 | 2019 | 2020 | 2021 | 2022 | 2023 | 2024 | Karriere |
| --------------- | ---- | ---- | ---- | ---- | ---- | ---- | ---- | ---- | -------- |
| Australian Open | 1    | 2    | 1    | F    | 2    | F    | 2    | 2    | F        |
| French Open     | —    | —    | —    | 1    | AF   | 1    | 2    | AF   | AF       |
| Wimbledon       | —    | —    | 1    |      | AF   | S    | AF   | F    | S        |
| US Open         | —    | —    | —    | 1    | VF   | AF   | 1    | S    | S        |

### Mixed
| Turnier         | 2021 | 2022 | 2023 | 2024 | Karriere |
| --------------- | ---- | ---- | ---- | ---- | -------- |
| Australian Open | VF   | —    | AF   | 1    | VF       |
| French Open     | —    | —    | —    | —    | —        |
| Wimbledon       | 2    | 1    | —    | 1    | 2        |
| US Open         | HF   | AF   | —    | 1    | HF       |

Zeichenerklärung: S = Turniersieg; F, HF, VF, AF = Einzug ins Finale / Halbfinale / Viertelfinale / Achtelfinale; 1, 2, 3 = Ausscheiden in der 1. / 2. / 3. Hauptrunde; nicht ausgetragen